# Винар, Юрий
Юрий Винар (в.-луж. Jurij Winar, 20 ноября 1909 года, Радвор, Германия — 11 мая 1991 года, Будишин, Германия) — лужицкий писатель, поэт, педагог и композитор.

## Биография
Родился 20 ноября 1909 года в Радворе в семье почтальона. С 1915 года по 1920 год обучался в народной школе в Будишине. В 1920 году поступил в Высшую школу в Будишине, которую закончил в 1928 году. С 1928 года по 1932 год изучал педагогику, этнографию и музыку в Дрездене. С 1932 года работал учителем в Каменце до начала Второй мировой войны, когда был призван на фронт. После войны до 1951 года работал учителем, был доцентом Серболужицкого педагогического института. В это же время основал несколько хоровых обществ. С 1951 года по 1960 год был директором Серболужицкого национального ансамбля. С 1960 года был директором музыкальной школы искусств. Был членом Председательского союза организации «Домовина» и членом Президиума Союза композиторов.
Умер в мае 1991 года. Похоронен на кладбище Жидова.

## Сочинения
Поэзия
- Šerjenja a błudnički, 1954
- Hornc pjenjez, 1955
- Chutna lyra, žort, satira, 1960
- Kisy kał a w mlóce jahł, 1972
- Serbska poezija, 1981

Проза
- Farar a Mathilda, 1961
- Hrěšna wjes, 1963

Драматургия
- Kašpork braška/ Kašpork lěkari, 1959

## Награды
- В 1951 году был удостоен Национальной премии ГДР;
- Премия имени Якуба Чишинского (1968).
- Серебряная медаль имени Иоганнеса Бехера (1968).
- Золотая медаль имени Иоганнеса Бехера (1969).
- Заслуженный деятель культуры ГДР (1975).
- Медаль Артура Беккера (1976).